# Margaretha van Zweden (1155-1209)
Margaretha Eriksdotter van Zweden (circa 1155 - 1209) was van 1189 tot 1202 koningin-gemalin van Noorwegen. Ze behoorde tot het huis Erik.

## Levensloop
Margaretha was een dochter van koning Erik IX van Zweden uit diens huwelijk met Christina Bjornsdotter, dochter van de Deense prins Björn Haraldsen. 
In 1189 huwde ze met koning Sverre van Noorwegen (1151-1202), waardoor ze koningin-gemalin van Noorwegen werd. Ze werd in haar periode als koningin slechts sporadisch vermeld in de contemporaine bronnen, behalve toen ze de poging van Nicolaas Arnesson ondersteunde om bisschop van Stavanger te worden. In de sagen wordt ze doorgaans geportretteerd als een boosaardige en intrigante vrouw. 
Nadat ze in 1202 weduwe werd, keerde Margaretha terug naar haar geboorteland Zweden en trok ze zich terug op haar landgoederen in Västergötland en Värmland. Bij haar vertrek uit Noorwegen moest ze tegen haar zin haar dochter Christina Sverresdotter (overleden in 1213) achterlaten. Ze bleef twee jaar in Zweden en ging eind 1203 terug naar Noorwegen.
Op 1 januari 1204, twee dagen na haar terugkomst naar Noorwegen, stierf haar stiefzoon, koning Haakon III van Noorwegen, wiens overlijden in verband werd gebracht met vergiftiging. De verdenking viel op Margaretha en een van haar dienaars probeerde haar onschuld te bewijzen door een godsoordeel aan te gaan. Het godsoordeel mislukte, de dienaar raakte zwaar verbrand. Margaretha werd hierdoor als schuldig beschouwd en moest terug naar Zweden vluchten.
In 1209 keerde Margaretha opnieuw terug naar Noorwegen om het huwelijk van haar dochter bij te wonen. Christina huwde met Filippus Simonsson, die voor de Bagli-partij kandidaat was voor de Noorse troon. Kort na de bruiloft werd Margaretha ziek en enkele weken later stierf ze.